# Campeche
Campeche [kampeče] je jeden ze 31 států Mexika. Rozkládá se poloostrově Yucatán v jeho západní části při pobřeží Mexického zálivu. Hraničí s Guatemalou a Belize a dalšími mexickými státy Yucatán, Quintana Roo a Tabasco. Jeho hlavní město San Francisco de Campeche je zapsáno na seznamu světového dědictví UNESCO. Před příchodem Španělů na americký kontinent na tomto území fungovala mayská civilizace.